# Natividad Almeda-López
Natividad Almeda-López (8 de setembro de 1892 – Manila, 22 de janeiro de 1977) foi a primeira advogada nas Filipinas, passando no exame de admissão em 1914, e a primeira mulher a defender outra mulher perante um tribunal de justiça. Também foi a primeira juíza do tribunal municipal de Manila.
Almeda-López foi descrita como um "farol no movimento feminista."

## Carreira
Ameda-López passou na prova de admissão da ordem dos advogados em 1913, mas, por ser muito jovem, teve que esperar um ano antes de se juntar ao Roll of Attorneys. Quando tinha 26 anos de idade, proferiu um discurso na Assembleia Legislativa das Filipinas defendendo os direitos das mulheres. Em 1919, foi contratada pelo Departamento de Justiça, sendo promovida a procuradora assistente da Procuradoria Geral. Em 1934, o Presidente Manuel Quezon nomeou-a como juíza da cidade na Câmara Municipal de Manila, um cargo que ocupou de forma temporária por três anos.

## Vida pessoal
Quando tinha 30 anos de idade, casou-se com o advogado Domingo López, tendo com ele três filhos: Marita, Lulu e Jake. Durante a Segunda Guerra Mundial, ela e seus três filhos foram evacuados de Manila para Tayabas, a cidade natal de Domingo.

## Honrarias
Desde a sua morte, o governo das Filipinas honrou seu legado de várias maneiras. Em 1996, uma rua recebeu seu nome, e ela foi agraciada com três honrarias concedidas pela Presidência do país: a Medalha Presidencial do Mérito por sua liderança no movimento feminista em 1955; em 1966 recebeu o reconhecimento por seu trabalho pelos direitos das mulheres; e em 1968 recebeu novamente a Medalha Presidencial do Mérito.